# Kansas City Southern de México

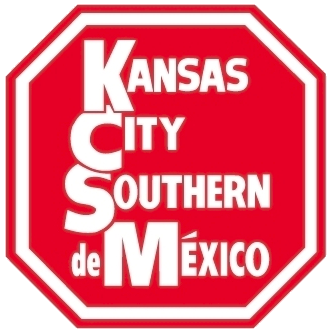
Logo

Die Kansas City Southern de México (KCSM) ist eine mexikanische Eisenbahngesellschaft. Das zur Kansas City Southern (KCS) gehörende Unternehmen hieß bis zum Dezember 2005 Transportacion Ferroviaria Mexicana (TFM). Sitz der Bahngesellschaft ist Mexiko-Stadt. Das Unternehmen hat 3622 Beschäftigte und einen Fuhrpark von 467 Lokomotiven.

## Streckennetz

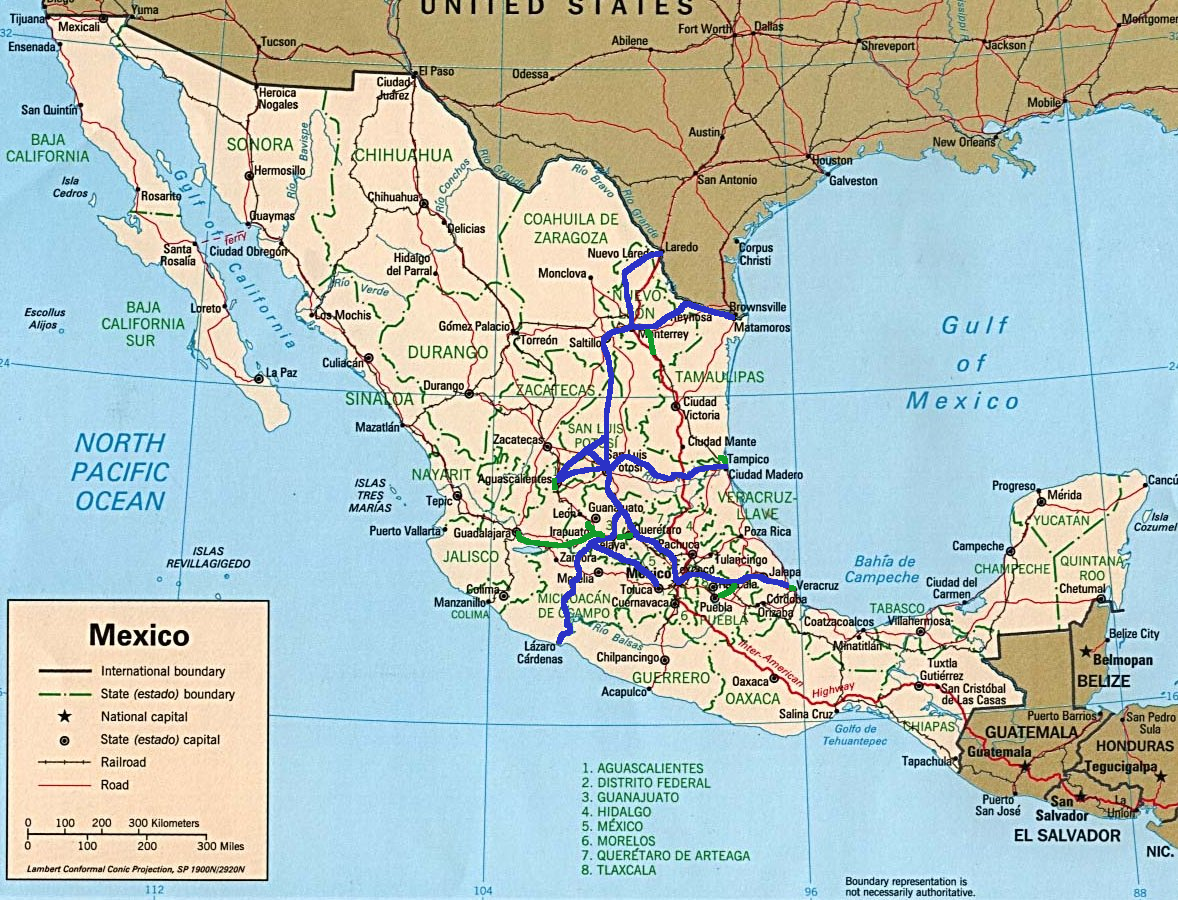
Streckennetz

Das rund 4280 km lange eigene Streckennetz befindet sich im Nordosten Mexikos. Dazu verfügt die Gesellschaft über Streckennutzungsrechte von 870 km. Das Netz verbindet Mexiko-Stadt mit dem Grenzübergang zu den Vereinigten Staaten in Laredo, sowie den Häfen  Veracruz, Tampico und Lázaro Cárdenas.

## Geschichte

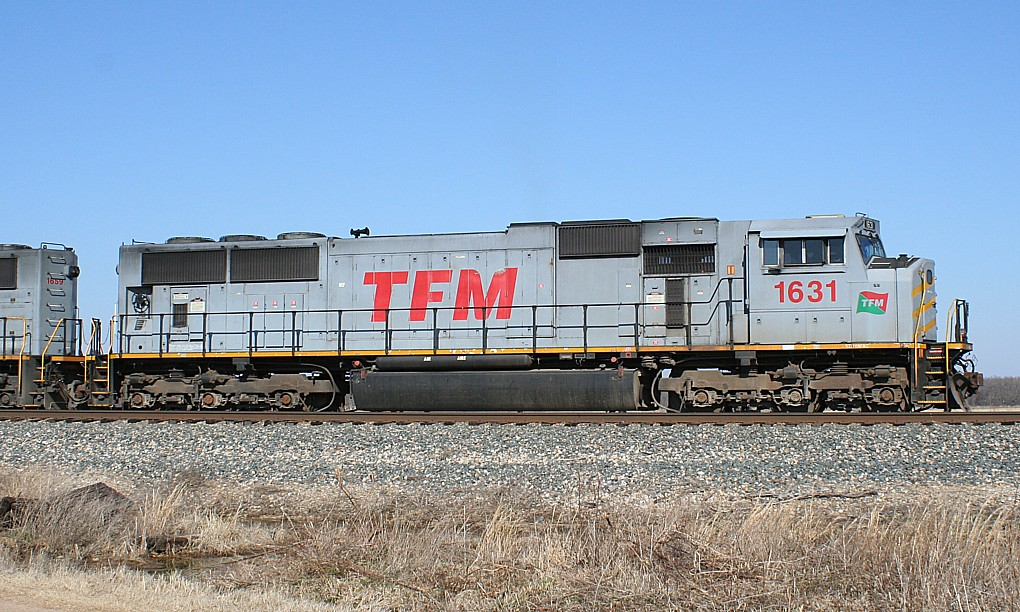
EMD SD70MAC in TFM-Lackierung

Im Jahr 1995 beschloss die mexikanische Regierung die staatliche Eisenbahngesellschaft Ferrocarriles Nacionales de México zu privatisieren. Dabei wurde nicht das gesamte Netz und der Betrieb als ein Unternehmen privatisiert, sondern es wurden langjährige Betriebskonzessionen für den Verkehr auf bestimmten Streckennetzen ausgeschrieben. Für das Streckennetz im Nordosten erhielt die Transportacion Ferroviaria Mexicana die Konzession für 50 Jahre. An diesem Unternehmen waren der Staat Mexiko mit 20 % und das Unternehmen Grupo Transportacion Ferroviaria Mexicana (GTFM) mit 80 % beteiligt. Letzteres gehörte zu 38,5 % der mexikanischen Grupo TMM, zu 36,9 % der KCS und zu 24,6 % dem Staat. Betriebsbeginn der neuen Bahngesellschaft war der 23. Juni 1997. Mit Wirkung vom 29. Juli 2002 veräußerte Mexiko seine Anteile an der GTFM, so dass die Grupo TMM 53,4 % und die KCS 46,6 % des Unternehmens hielten. In der Folgezeit versuchte die KCS die vollständige Kontrolle über die TFM zu erlangen. Aufgrund der Verhandlungen mit der TMM und dem mexikanischen Staat zur Übernahme der Anteile, Widerstände der mexikanischen Kartellbehörde sowie Steuerforderungen verzögerte sich die Übernahme bis ins Frühjahr 2005. Am 1. April 2005 konnte die Kansas City Southern die Anteile der TMM an der Grupo TFM sowie des Staates an der TFM erwerben und erlangte somit die Kontrolle über das Unternehmen. Im Dezember 2005 erfolgte dann die Umfirmierung in Kansas City Southern de Mexico (KCSM).
Nach der Erlangung der Konzession begann man in den Ausbau des Streckennetzes sowie des Fuhrparkes zu investieren. So sind die ältesten Lokomotiven aus dem Jahre 1994. Ein Großteil des Fuhrparks ist Baujahr 1995 bis 1999. 78 % des Streckennetzes bestehen aus geschweißten Gleisen.